# Pterengraulis atherinoides
Pterengraulis atherinoides är en fiskart som först beskrevs av Carl von Linné 1766.  Pterengraulis atherinoides ingår i släktet Pterengraulis och familjen Engraulidae. Inga underarter finns listade i Catalogue of Life.